# 24時間ルール
24時間ルールは、WWEに存在する試合形式である。

## 概要
キッカケを作ったのは、クラッシュ・ホーリーがハードコア王座を獲得した際、インタビューで「いつでもどこでも、相手をする」と語っていたのが始まりである。それ以来、王者はいつも緊張した状態で一瞬でも気を抜けない。まさに王者にとっては厄介であり、挑戦者にとっては有難い試合形式である。2002年8月26日にハードコア王座がWWE・インターコンチネンタル王座と統合した際に消滅したが、2019年5月20日に放送された「RAW」にて、WWE 24/7王座の制定が発表された。ちなみにDDTプロレスリングの「アイアンマンヘビーメタル級王座」でも同じ趣向をしている。

## ルール
基本はハードコアマッチであるが、時・場所問わず試合は行われる。レフェリーを同伴すれば、プロレスラーのみならず、一般人でも王座を獲得することが可能。故に1日の王座移動が激しい。